# Stefano Pittaluga

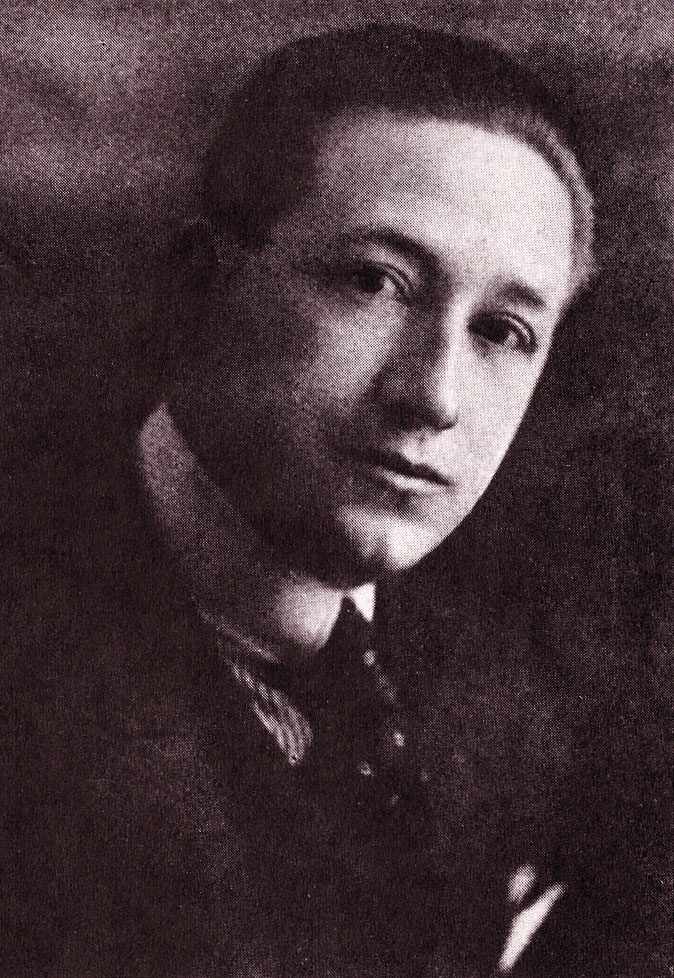
Stefano Pittaluga

Stefano Pittaluga, född 2 februari 1887 i Campomorone, död 4 april 1931 i Rom, var en italiensk filmproducent som under den fascistiska eran genom sina kontakter med statsledningen skaffade sig en totalt dominerande roll inom den italienska filmindustrin. Hans filmbolag Cines var under 1920-talet Italiens största och tekniskt ledande när det gällde ersättandet av stumfilmen med ljudfilm. Pittaluga har beskrivits som Italiens första filmmogul.

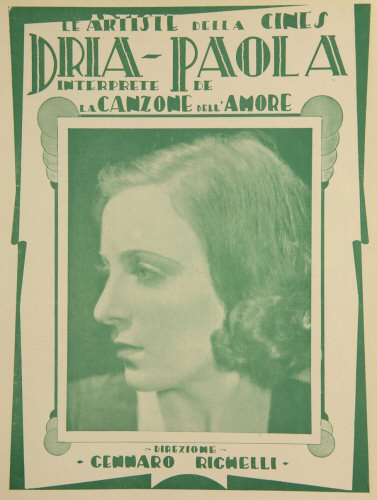
Omslag till filmtidskriften La Vita Cinematograficas specialnummer, december 1930, som handlade om den första italienska ljudfilmen La canzone dell'amore, producerad av Pittaluga.

## Biografi

### Ungdomsåren och de första biograferna
Pittaluga föddes i en välbeställd familj vars tillgångar härrörde från kvarndrift i hemtrakten. Efter avslutad skolgång började han 1907 arbeta i sin far Giacinto Pittalugas företag Pittaluga & C. som bland annat drev en biograf i Genua och hyrde ut filmer till andra biografer. Efter några år gav sig Pittaluga på allvar in i filmbranschen genom att 1911 tillsammans med Francesco Tassoni grunda företaget Pittaluga & Tassoni som förvärvade ensamrätten till ett antal amerikanska och danska filmer. Dessa visades sedan i de två biografer som företaget startade våren 1912. Tillsammans med Severino Ghiron startade Pittaluga sommaren 1913 även ett företag för uthyrning av filmer till andra biografer. Redan samma höst startade de en filial i Turin, dit Pittaluga själv flyttade 1914.

### Expansion från distribution till produktion
Efter några framgångsrika år storsatsade Pittaluga och några av hans vänner på ett nytt aktiebolag, Società Anonima Stefano Pittaluga (SASP), som registrerades 19 mars 1919 med verksamheter som inköp, försäljning och distribution av biofilm inom hela Italien. Redan i september 1920 hade aktiekapitalet fyrdubblats och under de följande åren köpte Pittalugas företag upp ett antal mindre konkurrenter. Man började i norra Italien och arbetade sig sedan söderut, tills företaget 1925 ägde ett hundratal biografer från Piemonte i norr till Sicilien i söder och ett väl fungerande distributionsnät för dessa. Ungefär samtidigt hamnade den italienska filmproduktionen i en ekonomisk kris och Pittaluga bestämde sig för att utnyttja den för att även etablera sig som producent. Bakom honom ställde sig Banca Commerciale Italiana (BCI) och SASP:s aktieägare godkände planerna vid ett möte i november 1926. Pittaluga hade gått händelserna i förväg och redan i oktober knutit till sig regissörerna Guido Brignone och Mario Camerini vilka ännu under samma år spelade in tre filmer.

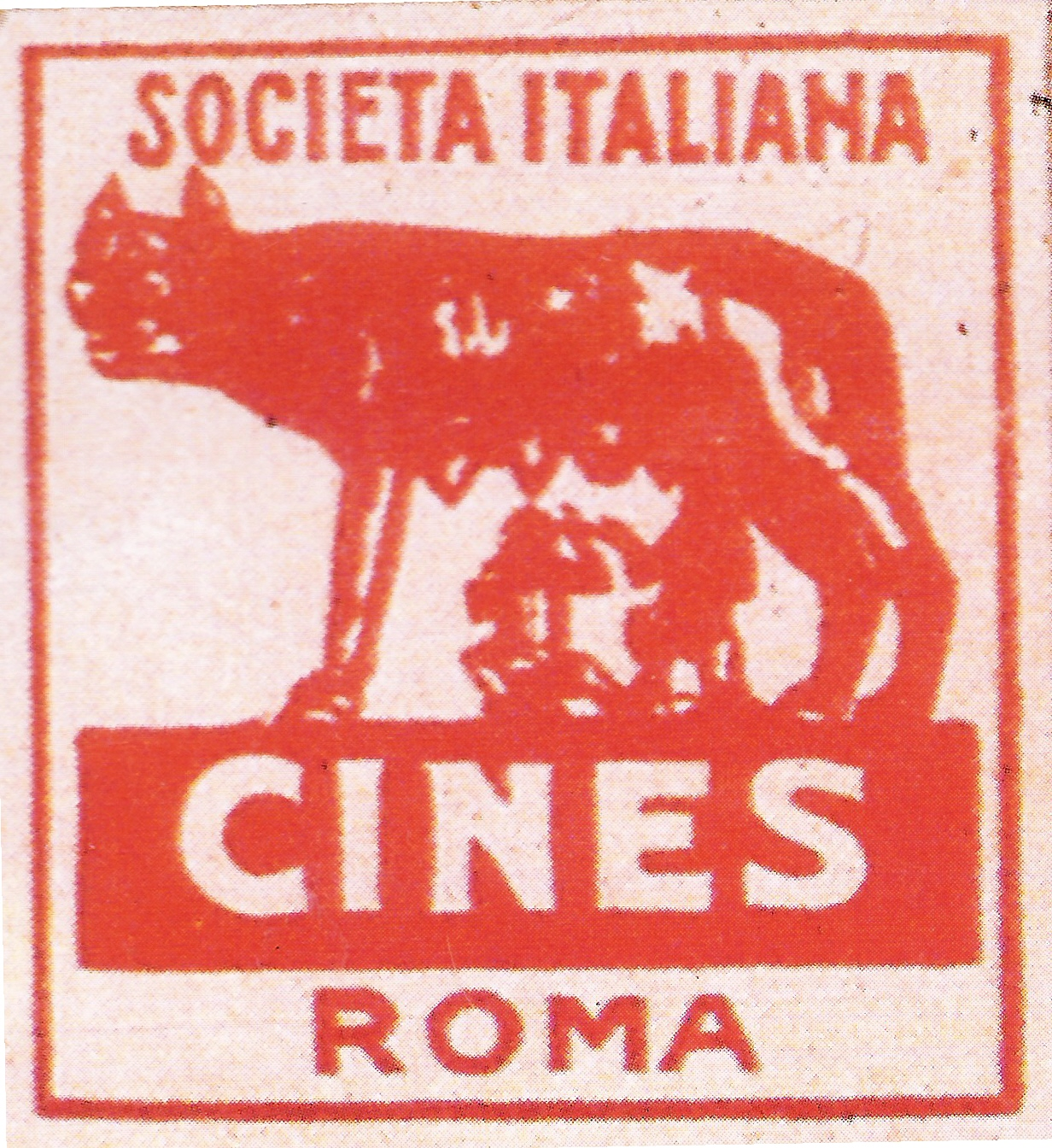
Logotypen för Pittalugas största bolag Cines

### En filmmogul blir till och försvinner
Vid det här laget hade den fascistiska regimen fått upp ögonen för Pittaluga och 1927 skrevs ett avtal som gjorde Pittalugas bolag till ensam distributör för det statliga filmbolaget Istituto Luces nyhetsmagasin Giornale Luce, den obligatoriska förfilmen vid varje visning av långfilm. Med regimen och BCI i ryggen blev Pittaluga omöjlig att stoppa. Hans företag slukade en efter en sina främsta konkurrenter Celio-Palatino, Caesar Film, Itala Film och Cines som sammanslogs och omstrukturerades till det nya Cines-Pittaluga som blev den italienska filmindustrins nya flaggskepp med huvudkontor på Via Veio i Rom. Pittaluga förvärvade ensamrätten i Italien till filmer från de ledande amerikanska filmbolagen Warner Brothers, Universal Pictures och First National Pictures. När den första ljudfilmen Jazzsångaren hade premiär i New York 6 oktober 1927 visste Pittaluga om det i förväg och var redan i full gång med att bygga om Cines gamla anläggning i Rom, som var från 1905, för ljudfilm med målsättningarna att Jazzsångaren skulle visas där senast 1929 och den första italienska ljudfilmen skulle få sin premiär omkring 1930. 
Någon konkurrens fanns inte längre. Pittaluga var från 1927 till sin död mer eller mindre allsmäktig härskare av den italienska filmbranschen. Han var inte bara Italiens viktigaste producent av spelfilm men även landets viktigaste distributör av fascistisk propaganda, en kombination som kom att få stor betydelse under producerandet av den första italienska ljudfilmen La canzone dell'amore i regi av Gennaro Righelli. Filmen skulle komma att få sin premiär i den under 1929 färdigställda Cines-anläggningen i Rom som fått namnet Supercinema, där Pittaluga låtit installera RCA Photophone, den modernaste möjliga tekniska lösningen för ljudfilm som fanns vid den tiden. Systemet provkördes ett antal gånger med Jazzsångaren som fick sin italienska premiär 19 april 1929. Efter en förhandsvisning av Righellis film för en inre krets med bland andra Benito Mussolini och Giuseppe Bottai i publiken, fick Pittaluga regimens klartecken för den första italienska ljudfilmens premiär som ägde rum 7 oktober 1930 klockan 21.30.
Pittaluga hade nått höjdpunkten av sin karriär men tiden på toppen blev kort. Våren 1931 tvingades han underkasta sig en operation för att åtgärda ett relativt litet hälsoproblem. Oväntade komplikationer tillstötte efter operationen och 4 april, bara ett halvår efter sin största produktionssuccé, avled Pittaluga på sjukhuset vid 44 års ålder. Hela hans enorma förmögenhet ärvdes av hustrun Anita Pilotti. Ledningen för Cines övertogs interimistiskt av Emilio Cecchi.